# Ludești
Ludești es una comuna ubicada en el distrito de Dâmbovița, Rumania.

## Superficie
Posee una superficie de 85,93 kilómetros cuadrados.

## Demografía
Hasta 2021 la población era de 5062 habitantes, con una densidad de población de 58,91 habitantes por kilómetro cuadrado.